# Хохловка (Новосибірська область)
Хохловка (рос. Хохловка) — присілок у Коливанському районі Новосибірської області Російської Федерації.
Входить до складу муніципального утворення Пономарьовська сільрада. Населення становить 37 осіб (2010).

## Історія
Згідно із законом від 2 червня 2004 року органом місцевого самоврядування є Пономарьовська сільрада.

## Населення
| 2002 | 2007 | 2010 |
| ---- | ---- | ---- |
| 63   | ↘50  | ↘37  |